# Huamanga (provincie)
| Huamanga                                                 | Huamanga                        |
| -------------------------------------------------------- | ------------------------------- |
| Steagul provinciei                                       |                                 |
| Harta localizării provinciei în cadrul regiunii Ayacucho |                                 |
| Informații generale                                      |                                 |
| Nume nativ                                               | Provincia de Huamanga           |
| Țară                                                     | Peru                            |
| Regiune                                                  | Ayacucho                        |
| Primar                                                   | Amílcar Huancahuari (2011-2014) |
| - Capitală                                               | Ayacucho                        |
| - Suprafață totală                                       | 2981 km2                        |
| Cel mai înalt punct                                      | 2500                            |
| - Districte                                              | 15                              |
| Populație                                                |                                 |
| An recensământ                                           | 2007                            |
| - Totală                                                 | 221 390                         |
| - Densitate                                              | 74,27/km2                       |
| Fus orar                                                 | UTC-5                           |
| Sit web                                                  | http://www.munihuamanga.gob.pe  |
| UBIGEO                                                   | 0501                            |
| Modifică text                                            |                                 |

Huamanga este una dintre cele unsprezece provincii din regiunea Ayacucho din Peru. Capitala este orașul Ayacucho. Se învecinează cu provinciile Huanta, La Mar, Vilcas Huamán și Cangallo și cu regiunile Apurímac și Huancavelica.

## Diviziune teritorială
Provincia este divizată în 15 districte (spaniolă: distritos, singular: distrito):
- Ayacucho
- Acocro
- Acosvinchos
- Carmen Alto
- Chiara
- Jesús Nazareno
- Ocros
- Pacaycasa
- Quinua
- San José de Ticllas
- San Juan Bautista
- Santiago de Pischa
- Socos
- Tambillo
- Vinchos

## Grupuri etnice
Provincia este locuită de către urmași ai populațiilor quechua și aymara. Quechua este limba care a fost învățată de către majoritatea populației (procent de 50,37%) în copilărie, 49,31% dintre locuitori au vorbit pentru prima dată spaniolă, iar 0,11% au folosit limba aymara. (Recensământul peruan din 2007)